# Las Nieves (Azuay)
Las Nieves ist eine Ortschaft und eine Parroquia rural („ländliches Kirchspiel“) im Kanton Nabón der ecuadorianischen Provinz Azuay. Die Parroquia besitzt eine Fläche von 123,1 km². Die Einwohnerzahl lag im Jahr 2010 bei 1282.

## Lage
Die Parroquia Las Nieves erstreckt sich über das Bergland zwischen dem Oberlauf des Río León im Südosten und dem Río Jubones im Nordwesten. Das Verwaltungsgebiet reicht jedoch nicht bis zum Río Jubones. Mittig verläuft der Höhenkamm Cordillera de Alpachaca mit dem 3433 m hohen Palcaurco. Der etwa 2520 m hochgelegene Verwaltungssitz Las Nieves, auch als "Chaya" bekannt, liegt am rechten Flussufer des Río León 5,5 km westlich vom Kantonshauptort Nabón. Die Fernstraße E35 (Cuenca–Loja) durchquert das Areal und passiert dabei die in der Parroquia gelegene größere Siedlung La Paz.
Die Parroquia Las Nieves grenzt im Nordosten und im Osten an die Parroquia Nabón, im Süden an die Parroquias Cochapata und Susudel (Kanton San Felipe de Oña), im Westen an die Parroquia El Progreso sowie im Nordwesten an den Kanton Girón mit den Parroquias La Asunción und Girón.

## Ökologie
Zentral in der Parroquia befindet sich ein kleineres Teilgebiet des Schutzgebietes "Área de Bosque y Vegetación Protectora de la Subcuenca Alta del río León y Microcuencas de los ríos San Felipe de Oña y Shincata". 